# Трансформни расед
Трансформни раседи су посебна врста раседа хоризонталног типа у области средњоокеанских гребена који могу бити леви и десни. Њихово кретање се одређује на тај начин што посматрач замишља да блок на коме стоји мирује, док се блок са друге стране раседа креће налево или надесно.

## Типови трансформних раседа
У зависности од кретању блока раседа, трансформни раседи могу бити: 
1. леви трансформни раседи, кад блок раседа креће се налево.
2. десни трансформни раседи, кад блок раседа креће се надесно.[2]

## Примери
Трансформни раседи се обично налазе повезани у сегменте средњоокеанских гребена или ширење центара. На средњоокеанским гребенима, стално настаје нова океанска кора. Њеним насатајањем потискује се старије формирана кора, која се дуж трансформних раседа помера ка континентима. Иако су одвојене само неколико десетина километара, ово раздвајање између сегмената гребена доводи до тога да се делови океанског дна крећу у међусобно супротним правцима